# 陆星儿
陆星儿（1949年11月7日—2004年9月4日），中国作家，其哥哥为作家陆天明。

## 生平
陆星儿祖籍江苏海门，1949年11月生于上海。1968年前她在上海读书；1968年秋上山下乡到北大荒黑龙江生产建设兵团；1978年考入中央戏剧学院戏剧文学系；1982年始任中国儿童艺术剧院编剧；1983年加入中国作家协会，为上海作协专业作家，《海上文坛》执行副主编。
2004年9月4日因胃癌病逝于上海。

## 著作
作品有长篇小说4部，中短篇小说集10部、散文集8部。她创作的长篇连续剧《我儿我女》获“全国优秀剧本奖”，小说《在同一爿屋顶下》获“上海文学奖”，小说《今天没有太阳》获“十月文学奖”。